# Dukkala
Dukkala (àrab: دكالة, Dukkāla) fou una confederació de tribus amazigues del Marroc, una regió, i un territori autònom sota el protectorat francès. Al segle xii una porta de Marraqueix va agafar també aquest nom. Modernament forma part de la regió de Dukkala-Abda al Marroc, una de les 16 regions del país.
Les principals municipalitat són Sidi Smail, Sidi Bennour, Had Ouled Frej i Khemis Zemamra.
El seu territori anava entre la costa de l'oceà Atlàntic a l'oest, el riu Umm al-Rabi al nord i nord-est i el riu riu Tensift al sud i sud-est, formant un triangle. Estaven dividits tradicionalment en sis tribus: Ragraga, Hazmira, Banu Dghugh, Banu Magir, Mushtarayya i Sinhadja. La presència d'aquesta última tribu no deixa clar si eren del grup Masamida o del Sanhadja.
Revoltats els dukkala contra els almohades al segle xii, vers el 1160, el califa Abd-al-Mumin va establir al seu territori tribus àrabs, i des de llavors el nom es va donar a la regió i ja no a la confederació tribal. Dukkala va ser inclosa en el territori portuguès de Mazagan; el seu domini arribava fins al poblet de «Guérando», tres km més amunt de Jmaa Mtal.
Durant el període de protectorat francès el territori de Dukkala va formar una entitat autònoma que el 1956 fou incorporada a la Província de Casablanca on va formar el cercle d'al-Djadida (Mazagan). El territori tenia vers 1950 uns 380.000 habitants dels quals 372.269 eren musulmans, 2.680 europeus cristians i 3.933 jueus.